# Camden (Arkansas)
Camden és una població dels Estats Units a l'estat d'Arkansas. Segons el cens del 2007 tenia 11.657 habitants.

## Demografia
Segons el cens del 2000, Camden tenia 13.154 habitants, 5.421 habitatges, i 3.561 famílies. La densitat de població era de 308,7 habitants/km².
Dels 5.421 habitatges en un 30% hi vivien nens de menys de 18 anys, en un 42,6% hi vivien parelles casades, en un 19,4% dones solteres, i en un 34,3% no eren unitats familiars. En el 31,5% dels habitatges hi vivien persones soles el 16% de les quals corresponia a persones de 65 anys o més que vivien soles. El nombre mitjà de persones vivint en cada habitatge era de 2,36 i el nombre mitjà de persones que vivien en cada família era de 2,97.
Per edats la població es repartia de la següent manera: un 26,2% tenia menys de 18 anys, un 8,1% entre 18 i 24, un 24,6% entre 25 i 44, un 21,7% de 45 a 60 i un 19,4% 65 anys o més.
L'edat mediana era de 39 anys. Per cada 100 dones de 18 o més anys hi havia 76,4 homes.
La renda mediana per habitatge era de 27.814 $ i la renda mediana per família de 35.291 $. Els homes tenien una renda mediana de 31.257 $ mentre que les dones 19.046 $. La renda per capita de la població era de 14.599 $. Entorn del 18,5% de les famílies i el 22,5% de la població estaven per davall del llindar de pobresa.

## Poblacions més properes
El següent diagrama mostra les poblacions més properes.